# Taraxacum minimum
Taraxacum minimum là một loài thực vật có hoa trong họ Cúc. Loài này được (brig. ex Guss.) N.Terracc. miêu tả khoa học đầu tiên.